# Shadow Woodland
Shadow Woodland, född 13 maj 2009 i Finland, är en finländsk varmblodig travhäst. Han tränas i Sverige av Reijo Liljendahl och körs oftast av Ulf Ohlsson.
Shadow Woodland började tävla 2014. Han har till maj 2018 sprungit in 3,2 miljoner kronor på 71 starter varav 25 segrar, 8 andraplatser och 6 tredjeplatser. Han tog karriärens hittills största seger i Gulddivisionens final (sept 2016). Han har även kommit på andraplats i Suur-Hollola-loppet (2015) och Silverdivisionens final (nov 2015).
Den 5 april 2016 på Sundbyholms travbana utanför Eskilstuna segrade han på tiden 1.11,1 över 1640 meter med voltstart. Detta innebar nytt världsrekord på tusenmetersbana över distansen 1640 meter med startmetoden voltstart.